# Košolná
Košolná é um município da Eslováquia, situado no distrito de Trnava, na região de Trnava. Tem 9,59 km² de área e sua população em 2019 foi estimada em 815 habitantes.

## Demografia
| Ano:        | 1994 | 2004   | 2014    | 2024   |
| ----------- | ---- | ------ | ------- | ------ |
| Broj ljudi: | 633  | 680    | 781     | 854    |
| Razlika:    |      | +7,42% | +14,85% | +9,34% |

| Ano:               | 2023 | 2024   |
| ------------------ | ---- | ------ |
| Número de pessoas: | 857  | 854    |
| Diferença:         |      | -0,35% |